# 박성균 (프로게이머)
박성균 (1991년 10월 3일 ~ )은 대한민국의 전직 스타크래프트, 스타크래프트 II 프로게이머이다. 길드는 Op ClanWHITE- 이고 종족은 테란이며 Mind , Mindd[WHITE]라는 아이디를 쓴다.
은퇴 후 아프리카TV에서 높이의성균이라는 닉네임으로 스타크래프트 개인 방송을 하고 있다.

## 선수 이력
2006년 2월, 11개의 프로게임단은 2006 시즌을 대비하여 준프로게이머와 아마추어의 참가가 가능한 2006 구단평가전을 개최했다. 이 대회에서 당시 준프로게이머 신분의 박성균은 5승으로 다승 2위, 승률 1위를 기록하였다.
2006년 상반기 드래프트에서 팬택앤큐리텔 큐리어스(현 위메이드 폭스)의 2차 지명으로 입단하였다. 데뷔초 구단별 신인 평가전에서 보여준 뛰어난 실력으로 기대를 모았으나, 학업과 프로게이머 활동 병행에 어려움을 겪으며 이렇다할 성장세를 보이지 못하였다.

## 화려한 첫 우승
2007년 가을, 곰TV MSL 시즌3 본선에 진출하며 메이저 개인리그에 데뷔하였고, 최연성(SK 텔레콤 T1), 마재윤 등의 우승 후보들을 연달아 꺾으며 결승에 올랐다. 결승전에선 MSL 3회 연속 우승을 노리던 김택용(현 SK 텔레콤 T1)에게 3:1 완승을 거두며 생애 첫 우승컵을 차지하였다.
이는 당시 기준 최연소 개인리그 우승 기록이었으며, 최연성(스프리스 MSL) 이후 3년 3개월 만에 재현된 테란의 MSL 우승이었다. 또한 MSL 첫 진출만에 우승을 차지한(로열로더) 네 번째 케이스였다. 그리고 MSL 32강 체제에서 가장 낮은 지명 순위인 31번 시드로 우승을 차지 했다.
우승 이후엔 위메이드 폭스의 에이스로 자리매김하며 팀 성적에 크게 기여했고, EVER 스타리그 2008 16강, 곰TV MSL 시즌4에서 4강, 인크루트 스타리그 2008에선 8강에 올랐다.

## 우승 이후 부진
2009 시즌엔 기량의 하향세를 그리며 부진을 면치 못하였으나, EVER 스타리그 2009 36강 및 서바이버 토너먼트 2009 시즌2에 동시 진출하며 양대 개인리그에 복귀하였다. 하지만, EVER 스타리그 2009에서는 김상욱에게 패하면서 16강 진출은 좌절됐다.
2010년 2월에 서바이버 토너먼트 2010 시즌1에 진출했고, 3월 4일 9조에서 2승 1패 조 2위로 MSL 본선에 복귀하는데 성공한다. 하지만 4월 6일 MSL 2010 C조에서 정명훈, 염보성에게 연달아 발목을 잡히면서 2패로 16강 진출에 실패한다.
2010년 서바이버 토너먼트 시즌2와 대한항공 스타리그 시즌2에서 연달아 패하면서 본선 진출에 실패하였다.
계속되는 부진에서 여전히 벗어나지 못하는 모습을 보이면서 역대 MSL 우승자 중 안타까운 모습을 보여주고 있다.
2010년 박카스 스타리그 2010에서 조일장, 김성대를 2:0으로 연거푸 잡아내며 16강 진출에 성공, 평소와는 다른 스타일을 보여주면서
화려한 16강 진출에 성공한다.

## 부진 이후 회복세
2010년 신한은행 프로리그 10-11 초반기까지 극심한 부진을 보여주던 박성균은 2010년 박카스 스타리그에서 기존의 지키는 플레이에서
공격적인 플레이로 스타일을 변화, 8강 진출에 성공하면서 그간의 부진을 조금씩 탈피하기 시작하였다.
비록 김윤환(STX SOUL)에게 2대1로 석패 하여 4강진출은 이루지 못하였으나 양대리그 조별예선에서 번번히 탈락하던 박성균으로썬
MSL로는 아레나MSL 16강 / 스타리그로는 인크루트 스타리그 8강 이후 무려 2년 스타리그 6시즌 만의 개인리그 토너먼트 진출이 었다.
2011년 현재 진행 중인 신한은행 프로리그 10-11시즌에서도 스타리그 이후 KT / 웅진을 상대로 선봉 3킬과 2킬등을 기록하면서 예전 위메이드
폭스팀의 에이스로써의 기량을 서서히 회복하였다.
그러나 2011년 역시 6번의 승리만을 챙기고
연이은 부진 등으로
박성균 역시 반짝스타 대열에 합류하였다.
그러나 아프리카tv가서는 좋은모습을
보여주고있지만
여전히 지키는 플레이 소극적 플레이등으로
문제가 되고있다.

## 팀의 해체, 이적
2011년 8월 22일 위메이드 폭스의 해체로 해체 게임단 공개 포스팅으로 주성욱과 함께 KT 롤스터로 영입되었다. 처음에는 프로리그 3연패를 하여 이적 후에 적응이 덜 된 모습을 보였으나 CJ전에서 이경민을 상대로 승리하여 예전의 기량을 점차 회복하고 있는 중이다.

## 스타2 전향으로 인한 부진, 은퇴 이후 근황
박성균은 SK플래닛 시즌2의 스타1, 스타2 병행에서 좀처럼 실력을 내지를 못하였다. 출전횟수를 거의 얻지도 못했고 거의 나오기만 하면 패배할 정도로 부진에 빠져있었다. 그러나 2012년 8월 12일 조병세와의 50분이 넘는 장기전 끝에 승리를 거두어 부활을 예고하는 듯 했으나, 스타2로 전환된 프로리그에서는 거의 출전횟수를 찾아보기가 힘들정도로 출전을 하지 못하였다. 거기다가 FA선언을 한 에이스 전태양이 KT로 영입됨에 따라서 더욱 출전에 대한 경쟁에서도 밀릴 수 밖에 없게 되었다. 이후 2013년 9월 30일부터 아프리카 방송을 하고 있는데 이는 은퇴를 한 것이나 다름없으며 앞으로 방송을 통해 스타1을 하는 모습을 당분간 더 볼 수 있게 되었다.

## 별명
- 진시황 테란 - 2009년 9월 30일 EVER 스타리그 2009 오프라인 예선에서 생긴 별명. W조에 속했던 박성균이 결승 3경기에서 보통 테저전에서는 보기 힘들 만큼 많은 터렛을 지었기 때문에 만리장성을 쌓았다 하여 진시황이라는 말이 붙여졌다.

- 박선비 - 박성균의 이름인 '성균'이 성균관 대학교를 연상시켜 성균관 대학의 이미지인 유학과 선비를 연결시켜 나온 별명이다. 그리고 김택용과의 곰TV MSL 시즌 3 결승전에서 마패 관광(상대방 진영에 커맨드 센터 짓기)을 하였다고 해서 더욱 굳혀졌다.

- 롬멜 테란 - 독일 방위군 롬멜 총사령관에서 따온말이다. 기갑부대 활용에 뛰어난 재능을 보인다고 해서 붙여진 별명이다. 혁명가 김택용에게 반기를 들었다 해서 붙여진 별명이기도 하다.

- 사막의 여우 - 롬멜의 별명인 사막의 여우가 박성균에게도 붙음, 소속 선수단 '위메이드 폭스'와도 뜻이 일맥상통한다.

- 성규리 - 2008년 상반기 때 웃고 있는 박성균 선수의 사진이 소녀시대 유리의 사진에 합성되면서 성규리로 불림.

- 독사 - 독사가 발목을 물듯 날카롭고 무서운 플레이와 옥죄는 듯한 느낌 때문에 붙여짐. 팀 내에서 주로 불림.

- 노잼 테란 - 재미가 없다는 말로 어느 순간부터 스타계의 노잼을 떠올리면 박성균, 진영화를 떠올리게 하는 수준이 되었다.(진영화는 썰렁한 농담을 하는 것으로 유명하다.)

- 모이 테란 - 유독 윤용태에 압도적으로 밀리는 상대전적에서 비롯된 별명.

```
                윤용태가 '용새'라는 별명을 가지고 있어 박성균은 '새밥' '모이 테란'등으로 불리게 됐다.
```

## 주요 기록

### 전적
|             | 경기 | 승-패   | 승률  |
| ----------- | ---- | ------- | ----- |
| 대 테란     | 123  | 59–64   | 48.0% |
| 대 저그     | 88   | 49–39   | 55.7% |
| 대 프로토스 | 92   | 45–47   | 48.9% |
| 총합        | 303  | 153–150 | 50.5% |

### 주요 선수들과의 관계
박성균의 은퇴로 이 전적들은 더 이상 무변(無變)의 전적들이 되었다.

#### 김택용
2007년 가을에 열렸던 곰TV MSL 시즌3 우승 당시 결승전 상대이다. 박성균이 3:1로 선승하며 첫 개인리그 우승을 차지했다. 대부분의 시선은 마치 S1에서 마재윤의 압승을 예상했듯 김택용의 승리를 예상하고 있었지만, 박성균은 이러한 예상을 뒤엎고 김택용을 3 : 1로 꺾으며 우승을 차지했다. 그 이후 한동안 박성균과 김택용의 천적관계가 형성될거라 예상되었지만, 결승전 후로는 유독 박성균은 김택용을 만나면 제 기량을 발휘하지 못하고 2010년 6월까지 6연패를 당했었다.
2010년 6월까지 두 선수간 상대전적은 3:7로 박성균이 밀리고 있었다. 하지만 스타2로 처음 열린 경기에서 (비록 비공식이나,) 김택용을 상대로 승리하며, 김택용전 연패를 끊었으며, 상대전적도 6:7이 되었다.
추가로 헝그리랩스타즈리그에서 다시 만나서 박성균이 승리를 하였으나, 이후에 열렸던 스베누 스타리그 시즌2에서는 3:2로 석패했다. 이로서 두 사람 사이의 상대전적은 8승 10패(스1 기준으로는 7승 10패)가 되었다.
- 2007년 11월 17일 박성균 승 vs 김택용 패 (곰TV MSL S3 결승전 1세트)
- 2007년 11월 17일 김택용 승 vs 박성균 패 (곰TV MSL S3 결승전 2세트)
- 2007년 11월 17일 박성균 승 vs 김택용 패 (곰TV MSL S3 결승전 3세트)
- 2007년 11월 17일 박성균 승 vs 김택용 패 (곰TV MSL S3 결승전 4세트)
- 2008년 5월 16일 김택용 승 vs 박성균 패 (EVER 스타리그 2008 D조 2주차)
- 2009년 1월 28일 김택용 승 vs 박성균 패 (바투 스타리그 와일드카드 3강 2경기)
- 2009년 3월 7일 김택용 승 vs 박성균 패 (신한은행 프로리그 08-09 3라운드)
- 2009년 11월 21일 김택용 승 vs 박성균 패 (신한은행 프로리그 09-10 1라운드)
- 2010년 6월 23일 김택용 승 vs 박성균 패 (대한항공 스타리그 2010 Season 2 36강 F조 1차전 1세트)
- 2010년 6월 23일 김택용 승 vs 박성균 패 (대한항공 스타리그 2010 Season 2 36강 F조 1차전 2세트)
- 2012년 12월 3일 박성균 승 vs 김택용 패 (SK플래닛 스타크래프트2 프로리그 시즌 2 프리매치 5세트)
- 2015년 1월 31일 박성균 승 vs 김택용 패 (헝그리앱 스타즈 리그 위드 콩두 8강 3경기 1세트)
- 2015년 2월 1일 박성균 승 vs 김택용 패 (헝그리앱 스타즈 리그 위드 콩두 8강 3경기 2세트)
- 2015년 8월 12일 김택용 승 vs 박성균 패 (스베누 스타리그 시즌2 4강 1세트)
- 2015년 8월 12일 박성균 승 vs 김택용 패 (스베누 스타리그 시즌2 4강 2세트)
- 2015년 8월 12일 김택용 승 vs 박성균 패 (스베누 스타리그 시즌2 4강 3세트)
- 2015년 8월 12일 박성균 승 vs 김택용 패 (스베누 스타리그 시즌2 4강 4세트)
- 2015년 8월 12일 김택용 승 vs 박성균 패 (스베누 스타리그 시즌2 4강 5세트)

#### 이영호
현재 최고의 포스 이영호에게는 박성균이 연패를 당했다. 공식전만으로는 0:8 전패, 비공식까지 합쳐도 1:12로 매우 열세이다. 2011년 공개 포스팅을 통해 SK플래닛 스타크래프트 프로리그 시즌1부터 이영호와 같은 팀이 되어서 둘의 대결은 이제 개인리그가 아니면 볼수 없게 되었으나 2013년 가을에 박성균이 은퇴하면서 더이상은 완전히 볼 수 없게 됐다.
- 2008년 2월 17일 이영호 승 vs 박성균 패 (곰TV 스타 인비테이셔널 16강 A조 6경기)
- 2008년 4월 6일 이영호 패 vs 박성균 승 (TG삼보-인텔 클래식 특별전 결승전 1경기)
- 2008년 4월 6일 이영호 승 vs 박성균 패 (TG삼보-인텔 클래식 특별전 결승전 2경기)
- 2008년 4월 6일 이영호 승 vs 박성균 패 (TG삼보-인텔 클래식 특별전 결승전 3경기)
- 2008년 4월 6일 이영호 승 vs 박성균 패 (TG삼보-인텔 클래식 특별전 결승전 4경기)
- 2008년 4월 28일 이영호 승 vs 박성균 패 (신한은행 프로리그 2008 1라운드 KTF vs 위메이드 4세트)
- 2008년 5월 31일 이영호 승 vs 박성균 패 (아레나 MSL 2008 16강 H조 1경기)
- 2008년 5월 31일 이영호 승 vs 박성균 패 (아레나 MSL 2008 16강 H조 2경기)
- 2009년 11월 24일 이영호 승 vs 박성균 패 (신한은행 프로리그 09-10 1라운드 KT vs 위메이드 1세트)
- 2009년 12월 22일 이영호 승 vs 박성균 패 (신한은행 프로리그 09-10 2라운드 위메이드 vs KT 2세트)
- 2010년 4월 10일 이영호 승 vs 박성균 패 (신한은행 프로리그 09-10 4라운드 KT vs 위메이드 1세트)
- 2011년 2월 13일 이영호 승 vs 박성균 패 (신한은행 프로리그 10-11 3라운드 위메이드 vs KT 4세트)
- 2011년 3월 22일 이영호 승 vs 박성균 패 (신한은행 프로리그 10-11 4라운드 KT vs 위메이드 6세트)

#### 신동원
박성균은 신동원과의 경기에서 제기량을 발휘하지 못하고 자주 패배하고 있다. 신동원과의 첫 만남은 신한은행 프로리그 10-11 5라운드에서였으며, 이 경기에서는 박성균이 승리하였고 뒤이어 ABC마트 MSL 2011 8강 1세트에서도 승리하였으나, 이후 내리 3연패를 당하며 탈락하였고 이후 프로리그 6라운드와 듀얼에서도 패배하며 은퇴할때까지 5연패 중이었다. 신동원이 이제동과 함께 박성균의 천적저그라 봐도 무방. 상대전적은 2:5로 박성균이 밀린다.
- 2011년 5월 8일 박성균 승 vs 신동원 패 (신한은행 프로리그 10-11 5라운드 3주차 2경기 4세트)
- 2011년 5월 12일 박성균 승 vs 신동원 패(ABC마트 MSL 2011 8강 C조 1경기)
- 2011년 5월 19일 박성균 패 vs 신동원 승 (ABC마트 MSL 2011 8강 C조 2경기)
- 2011년 5월 19일 박성균 패 vs 신동원 승(ABC마트 MSL 2011 8강 C조 3경기)
- 2011년 5월 19일 박성균 패 vs 신동원 승(ABC마트 MSL 2011 8강 C조 4경기)
- 2011년 6월 14일 박성균 패 vs 신동원 승(신한은행 프로리그 10-11 6라운드 2주차 3경기 1세트)
- 2011년 6월 24일 박성균 패 vs 신동원 승(2011 1차 듀얼토너먼트 B조 승자전)

#### 송병구
박성균은 송병구에게 상대전적에서 밀려있다. 공식전만으로는 2:6으로 밀려 있고, 비공식전까지 합치면 4:7 열세. 송병구가 박성균의 프로토스전 연승을 저지한 적도 있었다.
- 2008년 4월 6일 박성균 승 vs 송병구 패 (TG삼보 - 인텔 클래식 특별전 4강 A조 1경기)
- 2008년 4월 6일 송병구 승 vs 박성균 패 (TG삼보 - 인텔 클래식 특별전 4강 A조 2경기)
- 2008년 4월 6일 박성균 승 vs 송병구 패 (TG삼보 - 인텔 클래식 특별전 4강 A조 3경기)
- 2008년 10월 20일 송병구 승 vs 박성균 패 (신한은행 프로리그 08-09 삼성전자 vs 위메이드 1라운드 2세트)
- 2009년 2월 1일 송병구 승 vs 박성균 패 (신한은행 프로리그 08-09 삼성전자 vs 위메이드 3라운드 5세트)
- 2010년 12월 8일 송병구 승 vs 박성균 패 (박카스 스타리그 2010 16강 C조 1경기)
- 2010년 12월 26일 송병구 승 vs 박성균 패 (박카스 스타리그 2010 16강 C조 재경기 1경기)
- 2011년 3월 19일 송병구 승 vs 박성균 패 (신한은행 프로리그 10-11 4라운드 위메이드 vs 삼성전자 3세트)
- 2011년 4월 14일 박성균 승 vs 송병구 패 (ABC마트 MSL 2011 E조 승자전)
- 2011년 5월 16일 송병구 승 vs 박성균 패 (신한은행 프로리그 10-11 5라운드 위메이드 vs 삼성전자 5세트)
- 2011년 6월 27일 박성균 승 vs 송병구 패 (신한은행 프로리그 10-11 6라운드 삼성전자 vs 위메이드 3세트)

#### 이제동
박성균은 신동원에게 약하지만 이제동에게도 약하다. 이제동이 신동원과 함께 박성균의 천적저그라 봐도 무방. 상대전적에서 공식전만으로는 3:6, 비공식전까지 합치면 4:8로 밀려있다.
- 2006년 2월 28일 박성균 승 vs 이제동 패 (온게임넷 배틀로열 P&C vs 르까프 3경기)
- 2006년 11월 15일 이제동 승 vs 박성균 패 (2006 3차 듀얼토너먼트 6조 16강 1경기)
- 2006년 11월 15일 이제동 승 vs 박성균 패 (2006 3차 듀얼토너먼트 6조 16강 2경기)
- 2007년 6월 27일 이제동 승 vs 박성균 패 (1차 스타챌린지 2007 E조 승자전)
- 2008년 2월 28일 박성균 승 vs 이제동 패 (곰TV MSL 시즌4 4강 B조 1경기)
- 2008년 2월 28일 이제동 승 vs 박성균 패 (곰TV MSL 시즌4 4강 B조 2경기)
- 2008년 2월 28일 이제동 승 vs 박성균 패 (곰TV MSL 시즌4 4강 B조 3경기)
- 2008년 2월 28일 이제동 승 vs 박성균 패 (곰TV MSL 시즌4 4강 B조 4경기)
- 2008년 5월 21일 박성균 승 vs 이제동 패 (신한은행 프로리그 2008 1라운드 위메이드 vs 르까프 2세트)
- 2008년 6월 4일 박성균 승 vs 이제동 패 (신한은행 프로리그 2008 2라운드 르까프 vs 위메이드 2세트)
- 2009년 2월 23일 이제동 승 vs 박성균 패 (신한은행 프로리그 08-09 3라운드 화승 vs 위메이드 7세트)
- 2011년 11월 29일 이제동 승 vs 박성균 패 (SK플래닛 프로리그 11-12 시즌1 1라운드 제8게임단 vs KT 4세트)

#### 이재호
이재호에게는 강한 모습을 보이고 있다. 상대전적에서 6:3으로 앞서있으며, 이제동에게 밀리는 전적인 3:6(공식전)과는 정반대다.
- 2008년 12월 24일 박성균 승 vs 이재호 패 (신한은행 프로리그 08-09 2라운드 위메이드 vs MBC게임 1세트)
- 2009년 1월 28일 박성균 승 vs 이재호 패 (바투 스타리그 08-09 와일드카드전 3강 1경기)
- 2009년 5월 3일 이재호 승 vs 박성균 패 (신한은행 프로리그 08-09 4라운드 위메이드 vs MBC게임 1세트)
- 2010년 1월 12일 박성균 승 vs 이재호 패 (신한은행 프로리그 09-10 2라운드 MBC게임 vs 위메이드 5세트)
- 2010년 1월 31일 이재호 승 vs 박성균 패 (신한은행 프로리그 09-10 3라운드 MBC게임 vs 위메이드 2세트)
- 2010년 5월 9일 박성균 승 vs 이재호 패 (신한은행 프로리그 09-10 4라운드 MBC게임 vs 위메이드 2세트)
- 2011년 4월 28일 이재호 승 vs 박성균 패 (ABC마트 MSL 2011 16강 B조 1경기)
- 2011년 5월 5일 박성균 승 vs 이재호 패 (ABC마트 MSL 2011 16강 B조 2경기)
- 2011년 5월 5일 박성균 승 vs 이재호 패 (ABC마트 MSL 2011 16강 B조 3경기)

#### 염보성
염보성에게도 강한모습을 보이고 있다. 상대전적에서 4:2로 앞선다. 염보성의 은퇴로 이 전적은 그대로 이어진다.
- 2008년 5월 5일 박성균 승 vs 염보성 패 (신한은행 프로리그 2008 1라운드 MBC게임 vs 위메이드 5세트)
- 2008년 6월 17일 염보성 승 vs 박성균 패 (신한은행 프로리그 2008 2라운드 위메이드 vs MBC게임 2세트)
- 2009년 3월 4일 박성균 승 vs 염보성 패 (신한은행 프로리그 08-09 3라운드 MBC게임 vs 위메이드 1세트)
- 2010년 4월 6일 염보성 승 vs 박성균 패 (2010 MSL 시즌1 32강 C조 2경기)
- 2010년 12월 24일 박성균 승 vs 염보성 패 (박카스 스타리그 2010 16강 C조 6경기)
- 2011년 6월 8일 박성균 승 vs 염보성 패 (신한은행 프로리그 10-11 6라운드 MBC게임 vs 위메이드 3세트)

#### 민찬기
민찬기에게는 상대전적 3:0으로 앞서 있다. 이재호, 염보성, 민찬기의 공통점은 MBC게임 히어로 소속으로 한솥밥을 먹기도 했다는 것인데(현재 셋 다 모두 은퇴) 이 세 테란들에게 강세를 보인다. 민찬기의 은퇴로 전적은 변함없다.
- 2010년 3월 4일 박성균 승 vs 민찬기 패 (2010 MSL 서바이버 토너먼트 시즌1 9조 2경기)
- 2010년 3월 4일 박성균 승 vs 민찬기 패 (2010 MSL 서바이버 토너먼트 시즌1 9조 최종전)
- 2011년 3월 29일 박성균 승 vs 민찬기 패 (2011 MSL 서바이버 토너먼트 10조 승자전)

#### 김재훈
박성균은 김재훈에게는 약하다. 상대전적 1:5 매우 열세. 승리한 기록은 0:4였다가 간신히 연패를 끊은 기록이다. 그러나 여섯번째 대결에서 또 패했다.
- 2008년 11월 19일 김재훈 승 vs 박성균 패 (신한은행 프로리그 08-09 1라운드 MBC게임 vs 위메이드 2세트)
- 2009년 3월 4일 김재훈 승 vs 박성균 패 (신한은행 프로리그 08-09 3라운드 MBC게임 vs 위메이드 2세트)
- 2009년 6월 8일 김재훈 승 vs 박성균 패 (신한은행 프로리그 08-09 5라운드 MBC게임 vs 위메이드 1세트)
- 2010년 7월 17일 김재훈 승 vs 박성균 패 (신한은행 프로리그 09-10 6강 플레이오프 MBC게임 vs 위메이드 1차전 1세트)
- 2010년 7월 18일 박성균 승 vs 김재훈 패 (신한은행 프로리그 09-10 6강 플레이오프 MBC게임 vs 위메이드 2차전 3세트)
- 2012년 12월 15일 김재훈 승 vs 박성균 패 (SK플래닛 스타크래프트 II 프로리그 12-13 1라운드 KT vs 제8게임단 3세트)

#### 도재욱
도재욱과의 전적은 2:2 타이. 본래 박성균이 2:0이었으나, 이후 연패를 하며 2:2가 되었다.
- 2008년 6월 1일 박성균 승 vs 도재욱 패 (신한은행 프로리그 2008 2라운드 SKT vs 위메이드 4세트)
- 2009년 5월 30일 박성균 승 vs 도재욱 패 (신한은행 프로리그 08-09 5라운드 SKT vs 위메이드 2세트)
- 2010년 7월 25일 도재욱 승 vs 박성균 패 (신한은행 프로리그 09-10 준플레이오프 2차전 SKT vs 위메이드 2세트)
- 2011년 5월 21일 도재욱 승 vs 박성균 패 (신한은행 프로리그 10-11 5라운드 SKT vs 위메이드 4세트)

#### 주현준
은퇴한 주현준과의 전적은 4:1로 앞선다. 곰TV MSL 시즌3에서 박성균이 주현준을 꺾고 결승에 진출하기도 했다. 주현준은 지금은 은퇴를 하고 없기 때문에, 이 전적은 더 이상 변함이 없다.
- 2007년 11월 1일 박성균 승 vs 주현준 패 (곰TV MSL 시즌3 8강 A조 1경기)
- 2007년 11월 1일 주현준 승 vs 박성균 패 (곰TV MSL 시즌3 8강 A조 2경기)
- 2007년 11월 1일 박성균 승 vs 주현준 패 (곰TV MSL 시즌3 8강 A조 3경기)
- 2007년 11월 1일 박성균 승 vs 주현준 패 (곰TV MSL 시즌3 8강 A조 4경기)
- 2008년 5월 24일 박성균 승 vs 주현준 패 (아레나 MSL 2008 32강 D조 최종전)

#### 김윤중
김윤중을 상대로도 강세. 상대전적 3:1 강세.
- 2008년 12월 9일 박성균 승 vs 김윤중 패 (신한은행 프로리그 08-09 2라운드 위메이드 vs STX 2세트)
- 2009년 1월 28일 박성균 승 vs 김윤중 패 (바투 스타리그 08-09 와일드카드전 6강 1-1경기)
- 2009년 1월 28일 김윤중 승 vs 박성균 패 (바투 스타리그 08-09 와일드카드전 6강 1-2경기)
- 2009년 1월 28일 박성균 승 vs 김윤중 패 (바투 스타리그 08-09 와일드카드전 6강 1-3경기)

#### 신대근
신대근에도 강세다. 상대전적 공식전만으로는 2:1, 비공식전까지 포함하면 5:2 강세다.
- 2008년 11월 24일 박성균 승 vs 신대근 패 (신한은행 프로리그 08-09 1라운드 이스트로 vs 위메이드 3세트)
- 2009년 8월 3일 박성균 승 vs 신대근 패 (경남 - STX컵 마스터즈 2009 10-11위전 이스트로 vs 위메이드 5세트)
- 2009년 10월 29일 신대근 승 vs 박성균 패 (2009 MSL 서바이버 토너먼트 시즌2 10조 2경기)
- 2010년 2월 27일 박성균 승 vs 신대근 패 (신한은행 프로리그 09-10 3라운드 이스트로 vs 위메이드 2세트)
- 2010년 10월 29일 신대근 승 vs 박성균 패 (박카스 스타리그 2010 예선 C조 결승 1경기)
- 2010년 10월 29일 박성균 승 vs 신대근 패 (박카스 스타리그 2010 예선 C조 결승 2경기)
- 2010년 10월 29일 박성균 승 vs 신대근 패 (박카스 스타리그 2010 예선 C조 결승 3경기)

#### 임태규
임태규에도 강세다. 상대전적 공식전만으로는 1:0, 비공식전까지 합치면 3:0 강세다. 임태규는 은퇴해서 다신 만날 일이 없다.
- 2010년 2월 4일 박성균 승 vs 임태규 패 (2010 MSL 서바이버 토너먼트 시즌1 예선 14조 4강 1경기)
- 2010년 2월 4일 박성균 승 vs 임태규 패 (2010 MSL 서바이버 토너먼트 시즌1 예선 14조 4강 2경기)
- 2010년 12월 29일 박성균 승 vs 임태규 패 (신한은행 프로리그 10-11 2라운드 삼성전자 vs 위메이드 3세트)

#### 김태균
김태균에게도 강세다. 상대전적 공식전만으로는 1:0, 비공식전까지 포함하면 3:0. SK플래닛 스타크래프트 프로리그 시즌1도중 두선수는 같은 KT 롤스터 소속이 되었다. 그러나 SK플래닛 스타크래프트 프로리그 시즌2도중 김태균이 사실상 은퇴해서 영구히 맞붙을 일이 없다.
- 2009년 9월 30일 박성균 승 vs 김태균 패 (에버 스타리그 2009 예선 W조 4강 1경기)
- 2009년 9월 30일 박성균 승 vs 김태균 패 (에버 스타리그 2009 예선 W조 4강 2경기)
- 2011년 4월 30일 박성균 승 vs 김태균 패 (신한은행 프로리그 10-11 5라운드 화승 vs 위메이드 6세트)

#### 조병세
조병세에겐 약간 강세이다.공식전만으론 5:3, 비공식전을 합하면 6:5로 근소하게 앞서있다. 2012년 여름엔 당시 5연패의 부진에 빠져있던 박성균이 프로리그에서 조병세를 만나 장기전 끝에 승리를 거두어 부활을 예고했다.
- 2008년 11월 27일 박성균 승 vs 조병세 패 (2008 MSL 서바이버 토너먼트 시즌3 4조 4강 1경기)
- 2008년 11월 27일 조병세 승 vs 박성균 패 (2008 MSL 서바이버 토너먼트 시즌3 4조 4강 2경기)
- 2008년 11월 27일 조병세 승 vs 박성균 패 (2008 MSL 서바이버 토너먼트 시즌3 4조 4강 3경기)
- 2008년 12월 21일 박성균 승 vs 조병세 패 (신한은행 프로리그 08~09 2라운드 위메이드 vs CJ 5세트)
- 2009년 2월 10일 조병세 승 vs 박성균 패 (신한은행 프로리그 08~09 3라운드 CJ vs 위메이드 6세트)
- 2009년 10월 31일 박성균 승 vs 조병세 패 (신한은행 프로리그 09~10 1라운드 CJ vs 위메이드 2세트)
- 2009년 12월 16일 조병세 승 vs 박성균 패 (신한은행 프로리그 09~10 2라운드 CJ vs 위메이드 3세트)
- 2010년 3월 2일 박성균 승 vs 조병세 패 (신한은행 프로리그 09~10 3라운드 위메이드 ㅍvs CJ 7세트)
- 2010년 10월 20일 박성균 승 vs 조병세 패 (신한은행 프로리그 10~11 1라운드 위메이드 vs 하이트 1세트)
- 2011년 12월 18일 조병세 승 vs 박성균 패 (SK플래닛 프로리그 11~12 시즌1 1라운드 KT vs CJ 3세트)
- 2012년 8월 12일 박성균 승 vs 조병세 패 (SK플래닛 프로리그 11~12 시즌2 3라운드 KT vs CJ 2세트)

## 이력
메이저 개인리그 우승 1회
2005년 ~ 2008년
- 2005년 제16회 커리지 매치 입상
- 2005년 제1회 용산 청소년 게임 챔피언십 1위
- 2005년 용인 사이버 페스티벌 스타크래프트 부문 3위
- 2005년 여수 국제 청소년 페스티벌 게임 부문 1위
- 2007년 2007 서울 국제 e스포츠 페스티벌 스타크래프트 256강전 32강
- 2007년 곰TV MSL 시즌3 우승 (3:1 김택용)
- 2008년 곰TV MSL 시즌4 3위
- 2008년 곰TV 스타 인비테이셔널 16강
- 2008년 2007 대한민국 e-SPORTS 대상 기량발전상
- 2008년 곰TV TG삼보-인텔 클래식 2008 시즌1 특별전 준우승 (1:3 이영호)
- 2008년 EVER 스타리그 2008 16강
- 2008년 아레나 MSL 2008 16강
- 2008년 인크루트 스타리그 2008 8강

2009년 ~ 2015년
- 2009년 BATOO 스타리그 08~09 36강
- 2009년 곰TV TG삼보-인텔 클래식 2008 시즌2 8강
- 2009년 곰TV TG삼보-인텔 클래식 2008 시즌3 32강
- 2009년 EVER 스타리그 2009 36강
- 2010년 하나대투증권 MSL 2010 32강
- 2010년 대한항공 스타리그 2010 Season 2 36강
- 2010년 박카스 스타리그 2010 8강
- 2011년 ABC마트 MSL 2011 8강
- 2011년 진에어 스타리그 2011 24강
- 2014년 픽스 9차 소닉 스타리그 16강
- 2014년 헝그리앱TV e스포츠 리그 스타크래프트 스페셜매치 3주차 우승
- 2015년 스베누 10차 소닉 스타리그 8강
- 2015년 헝그리앱 스타즈 리그 위드 콩두 우승
- 2015년 스베누 11차 소닉 스타리그 시즌 2 3위
- 2016년 VANT 36.5 대국민 스타리그 8강